# Podział administracyjny Togo
Togo podzielone jest na 5 regionów (fr. région), które dzielą się na 30 prefektur i 1 miasto stołeczne.

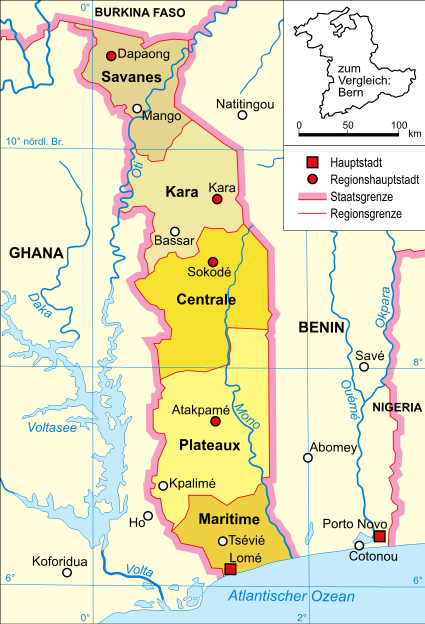
Regiony Togo

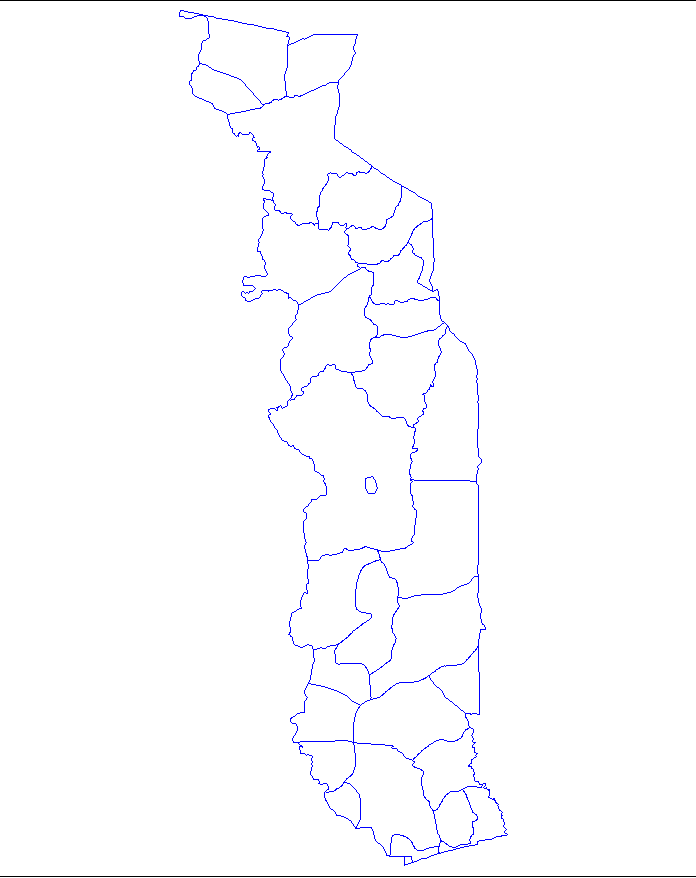
Prefektury Togo

Regiony Togo i ich podział (w nawiasach ich stolice):
- Centre (Sokodé)
  - Blitta (Blitta)
  - Sotouboua (Sotouboua)
  - Tchamba (Tchamba)
  - Tchaoudjo (Sokodé)
- Kara lub Lama-Kara (Kara)
  - Assoli (Bafilo)
  - Bassar (Bassar)
  - Bimah lub Binah (Pagouda)
  - Dankpen (Guérin-Kouka)
  - Doufelgou (Niamtougou)
  - Kéran (Kandé)
  - Kozah lub Koza (Kara)
- Maritime (Lomé)
  - Avé (Kévé)
  - Golfe (Lomé)
  - Lacs (Aného)
  - Vo (Vogan)
  - Yoto (Tabligbo)
  - Zio (Tsévié)
- Plateaux (Atakpamé)
  - Agou (Agou-Gadjepe)
  - Amou (Amlamé)
  - Danyi (Danyi-Apéyémé)
  - Est-Mono (Elavagnon)
  - Haho (Notsé)
  - Kloto (Kpalimé)
  - Moyen-Mono (Tohoun)
  - Ogou (Atakpamé)
  - Wawa (Badou)
- Savanes (Dapaong)
  - Kpendjal (Mandouri)
  - Oti (Sansanné-Mango)
  - Tandjouaré (Tandjouaré)
  - Tône (Dapaong)